# Волчес
Волчес — річка в Білорусі у Мстиславському, Чауському, Чериковському й Кричевському районах Могильовської області. Ліва притока річки Сож (басейн Дніпра).

## Опис
Довжина річки 80 км, похил річки 0,7м/км . Формується притоками та безіменними струмками .

## Розташування
Бере початок на північно-східній стороні від села Долговичі. Тече переважно на південний схід і на південно-західній околиці села Устє впадає у річку Сож, ліву притоку річки Дніпра.